# ام. ۲۵ مارتینت
ام. ۲۵ مارتینت (به انگلیسی: Miles_Martinet) یک هواگرد ملخ‌پیشین تک‌موتوره از نوع Target tug ساخت شرکت Miles Aircraft است. هواگرد ام. ۲۵ مارتینت نخستین پروازش را در ۲۴ آوریل ۱۹۴۲ میلادی انجام داد. در مجموع، تعداد ۱٬۷۲۴ فروند از این هواگرد ساخته شده‌است.